# Ma'ruf Amin
Ma'ruf Amin (Tangerang, 11 maart 1943) is een Indonesisch islamgeleerde, en de dertiende vicepresident van het land. Hij werd beëdigd als vicepresident op 20 oktober 2019 op 76-jarige leeftijd, en is daarmee de oudste vicepresident in de geschiedenis van Indonesië. Ma'ruf Amin is vicepresident in het Kabinet Indonesia Maju onder president Joko Widodo tijdens diens tweede termijn.
Ma'ruf Amin heeft een lange carrière doorgemaakt in Nahdlatul Ulama, de grootste islamitische vereniging ter wereld, waarvan hij tussen 2015 en 2018 de voorzitter was. Hij werd door Widodo gevraagd omdat de islam een steeds grotere rol speelde in aanloop naar de verkiezingen, en tegenkandidaat Prabowo werd gesteund door islamitische pressiegroepen.